# Arboretum Robert Lenoir

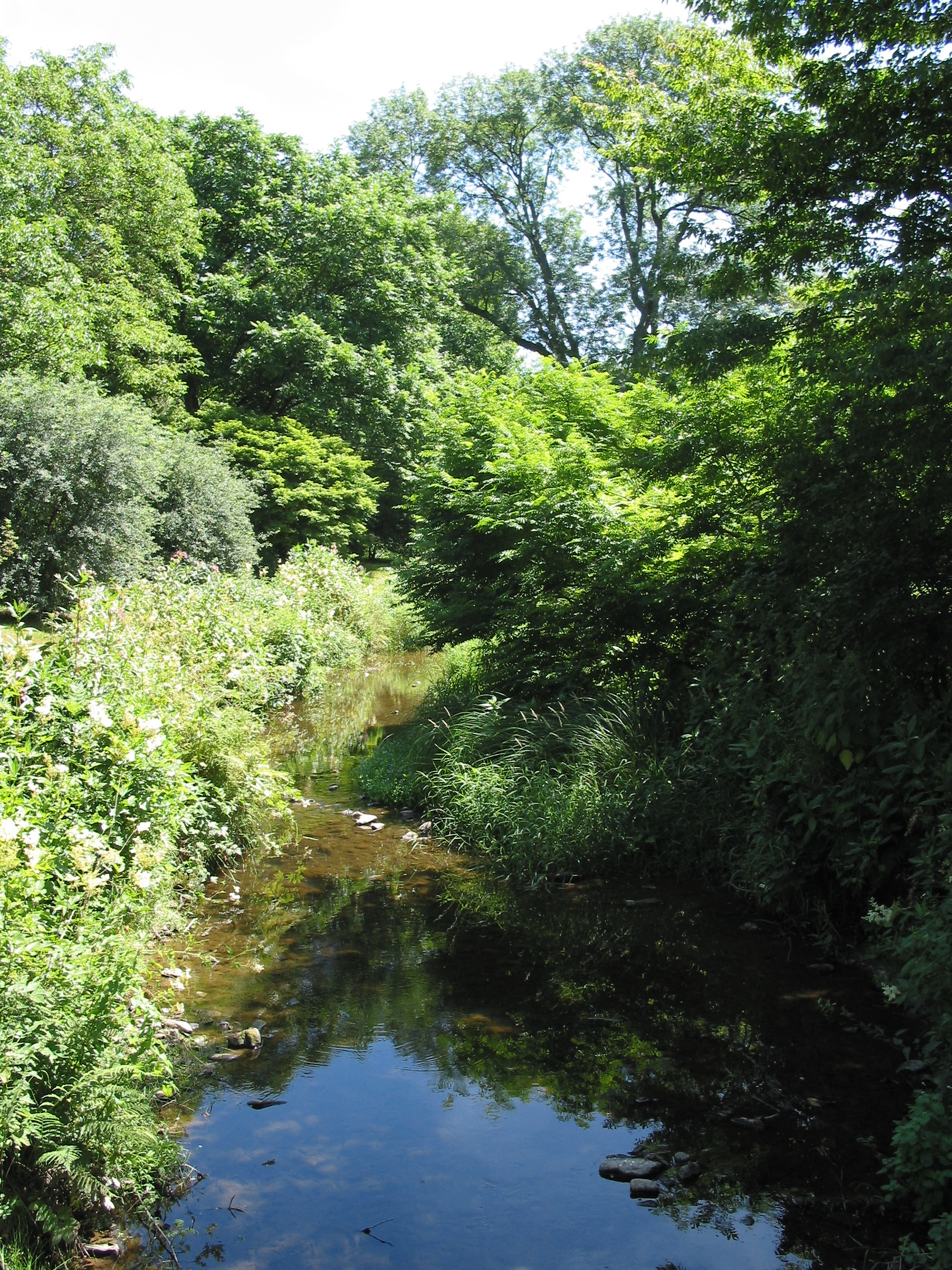
L'arboretum

Pour les articles homonymes, voir Lenoir.
L'Arboretum Robert Lenoir est situé au bord de l'Ourthe sur le territoire de la commune de Rendeux (Belgique) à une altitude variant entre 200 et 350 m.

## Historique

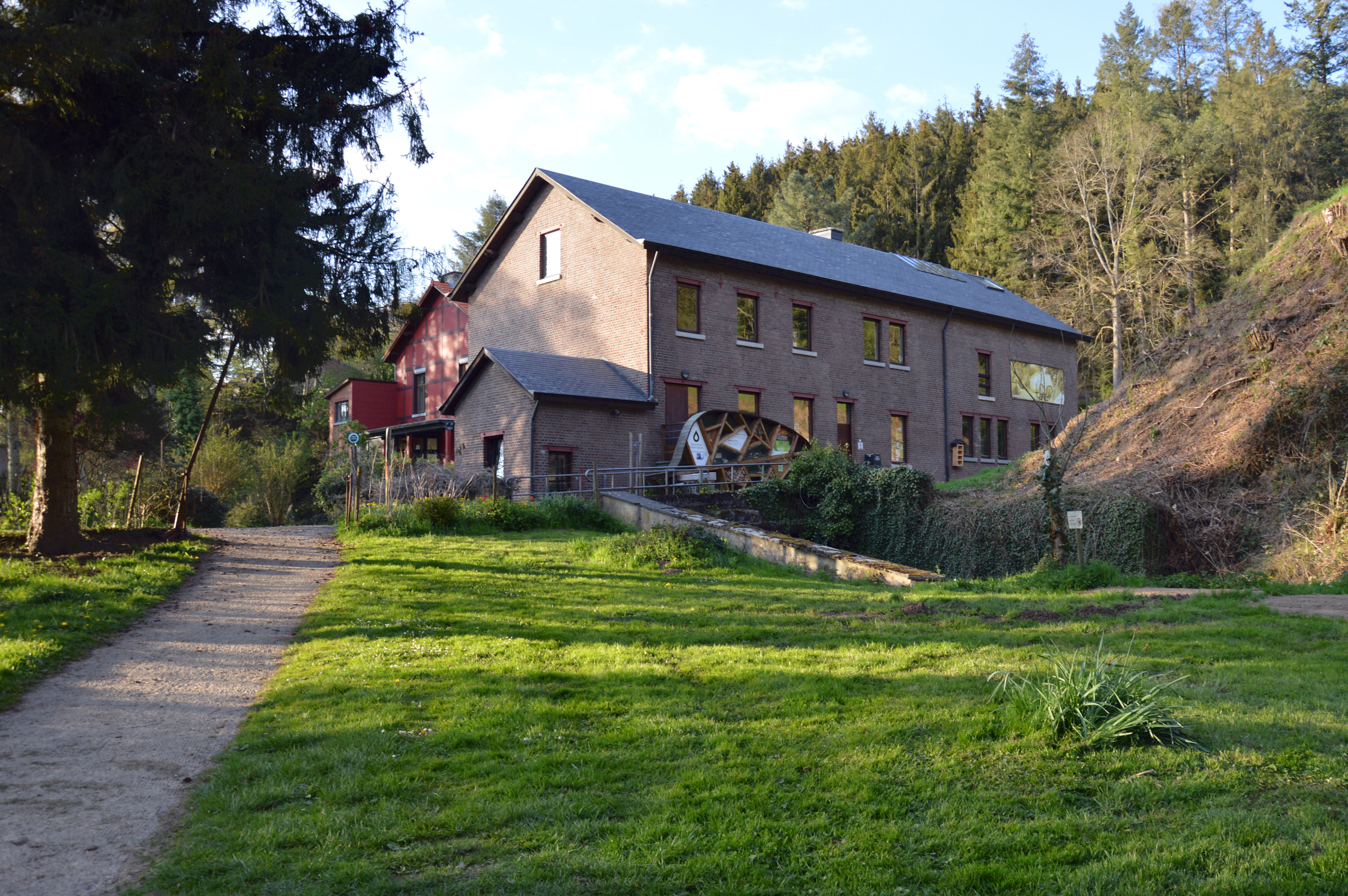
L'ancien moulin de Bardonwez, où l'arboretum s'est installé.

L'arboretum Robert Lenoir fut planté de façon non conventionnelle de 1937 à 1987 par le passionné de dendrologie qu'était Robert Lenoir et est devenu, au fil des années, non seulement le plus attrayant, mais aussi le plus important en Région wallonne.[réf. nécessaire]
En effet, il abrite de nombreuses essences fort rares et compte plus de 3 100 espèces d’arbres, arbustes et plantes vivaces différents. On y trouve des collections d'érables, de fusains, de magnolias, de prunus, de sorbiers et de rhododendrons. On peut y admirer plusieurs spécimens d'arbres qui sont les champions de leur espèce en Belgique.
Depuis 1991, il est devenu la propriété de la Région wallonne qui en assure son entretien et son aménagement. Le petit-fils du créateur de l'arboretum continue à enrichir la collection avec passion.
Moyennant le respect de certaines règles élémentaires de protection du site, l’arboretum est accessible à tous.

## Galerie de photos

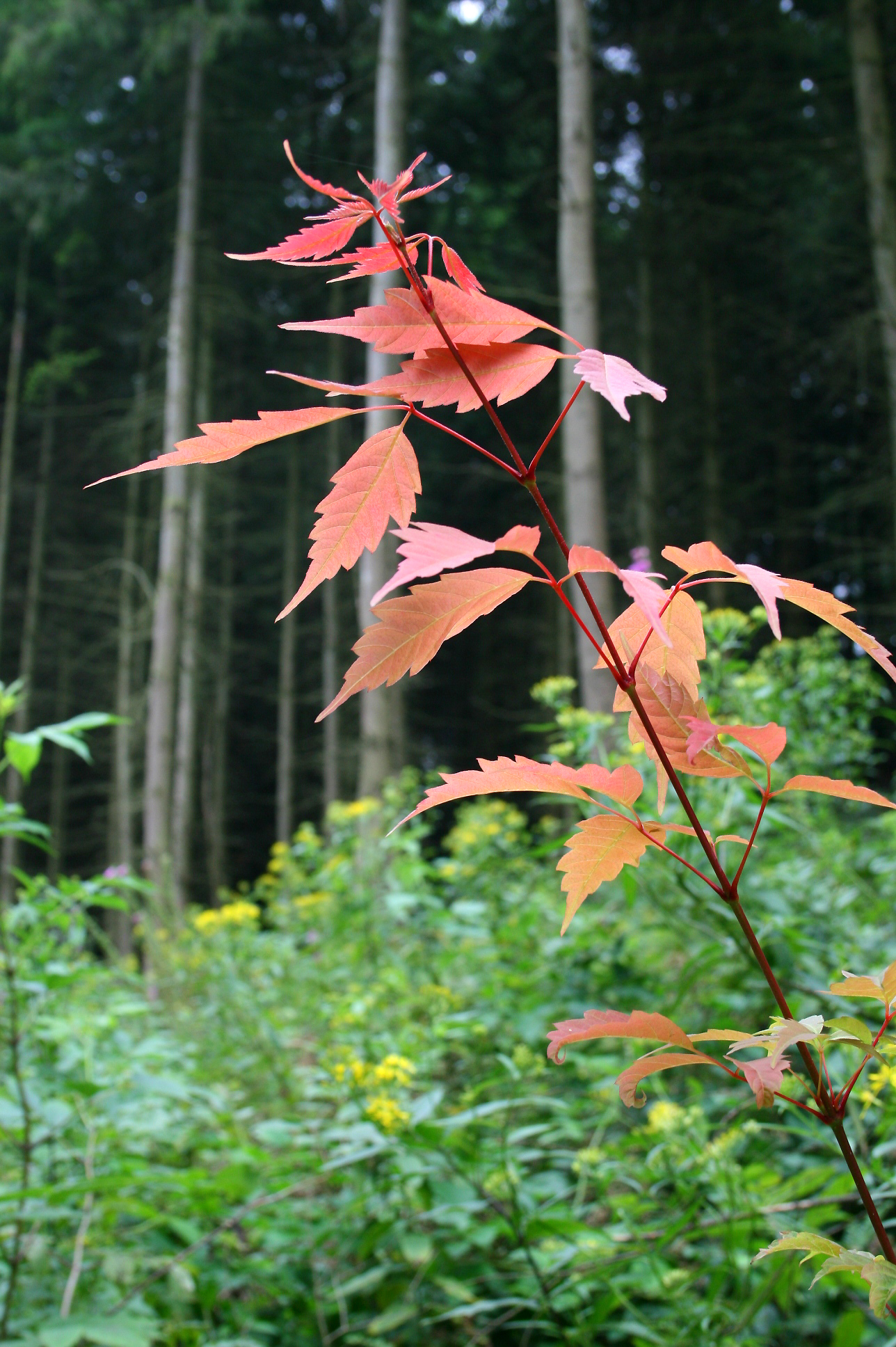
Acer cissifolium
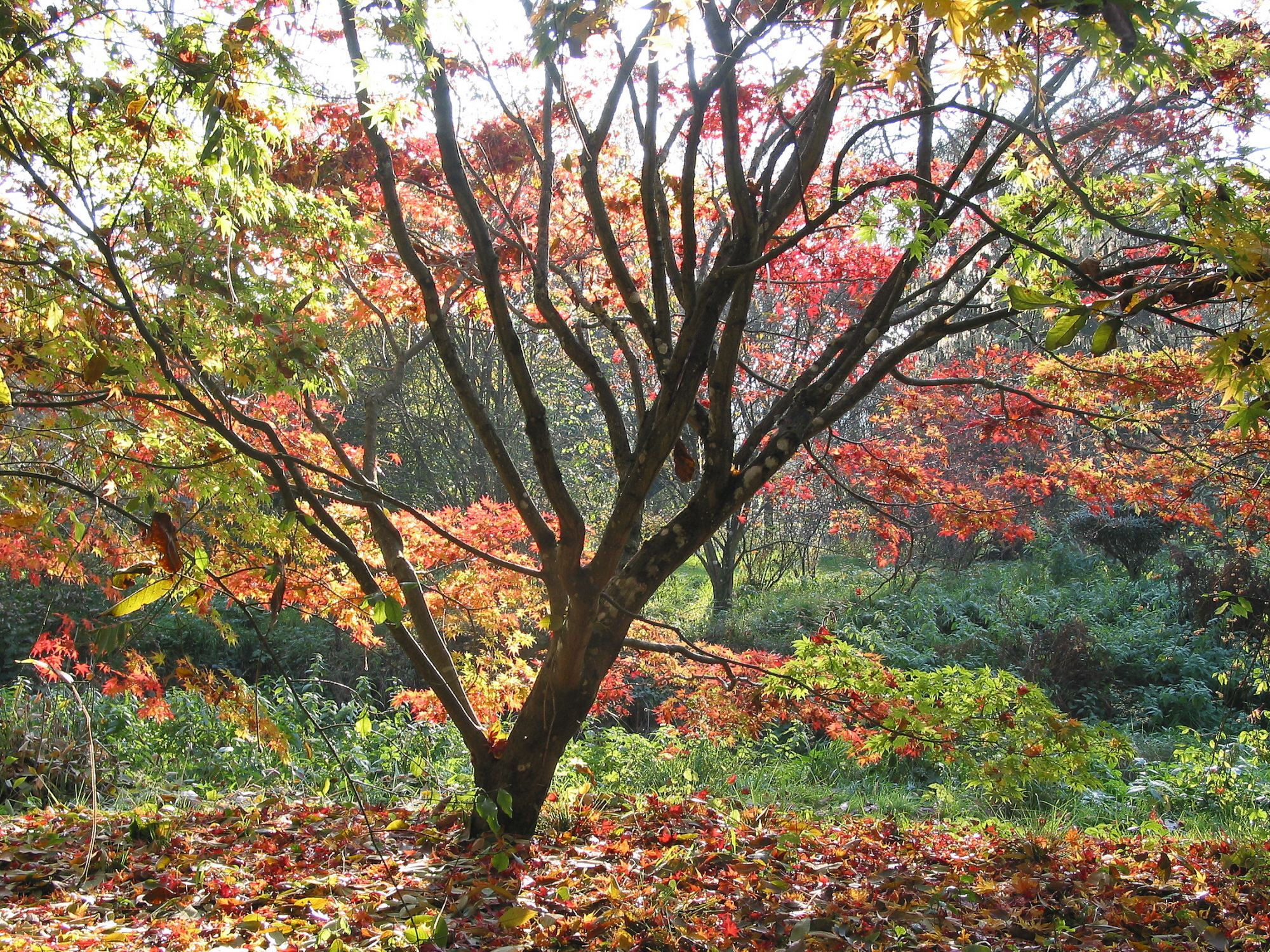
Acer palmatum « Osakazuki »
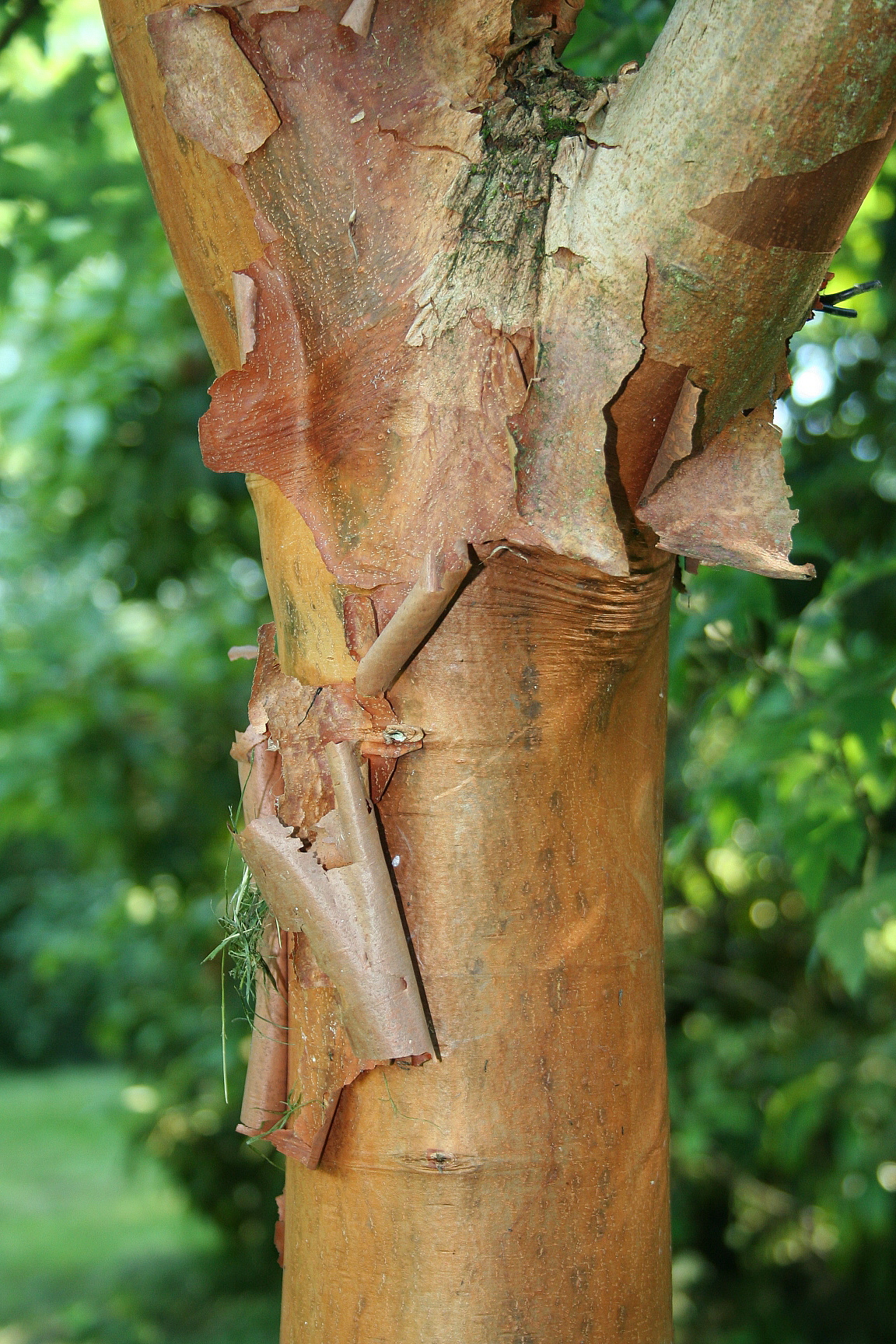
Acer griseum
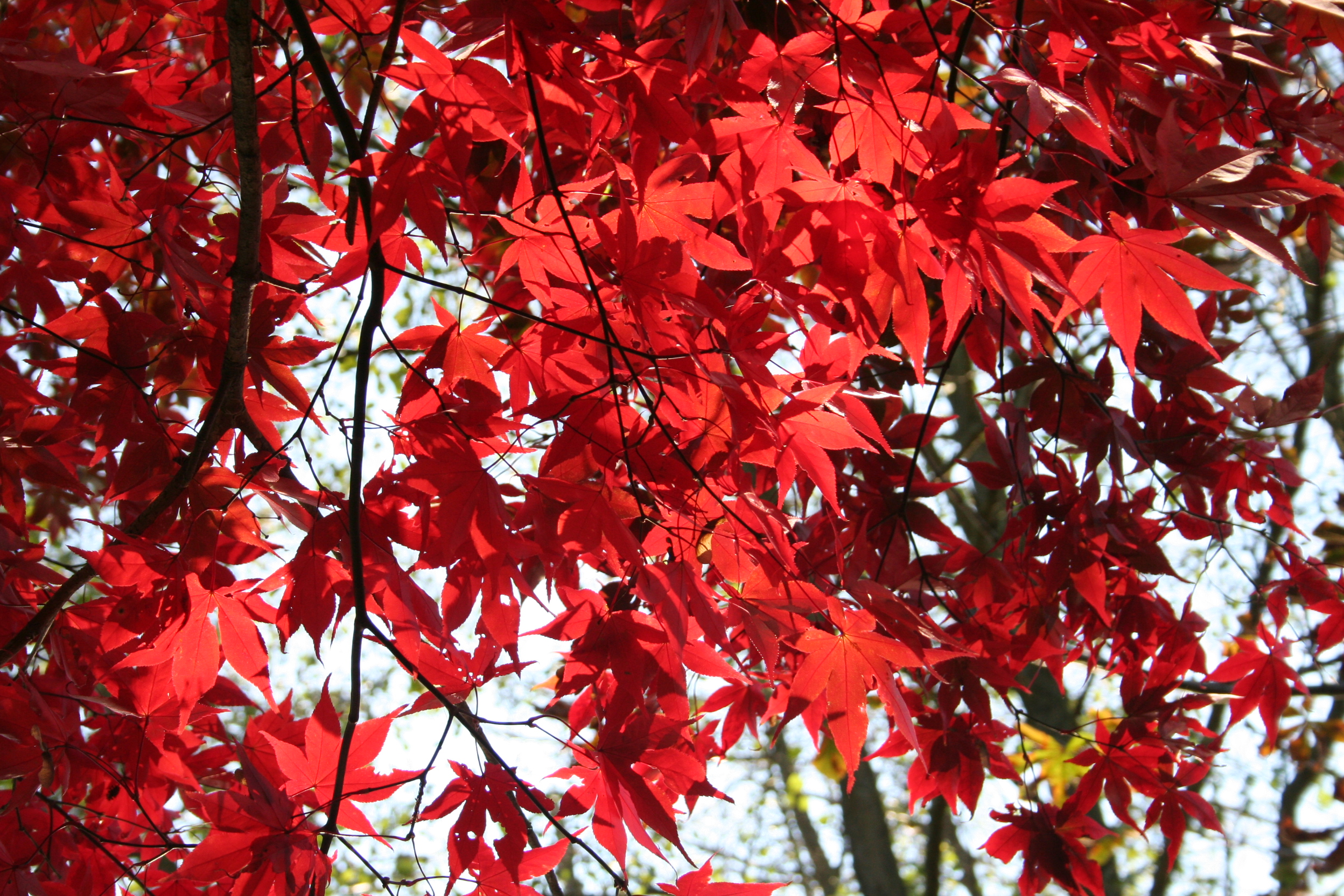
Acer palmatum « Osakazuki »
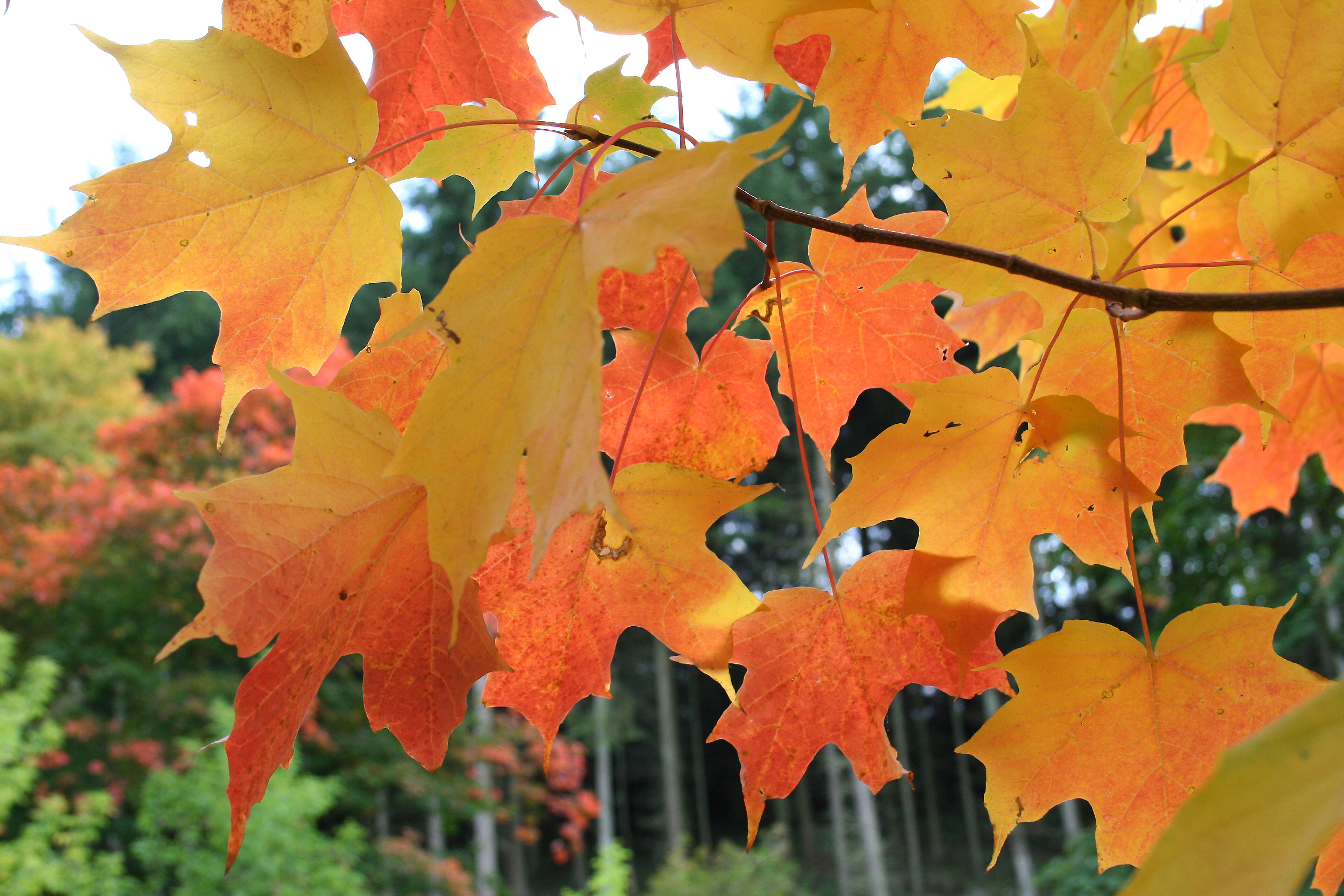
Acer saccharum
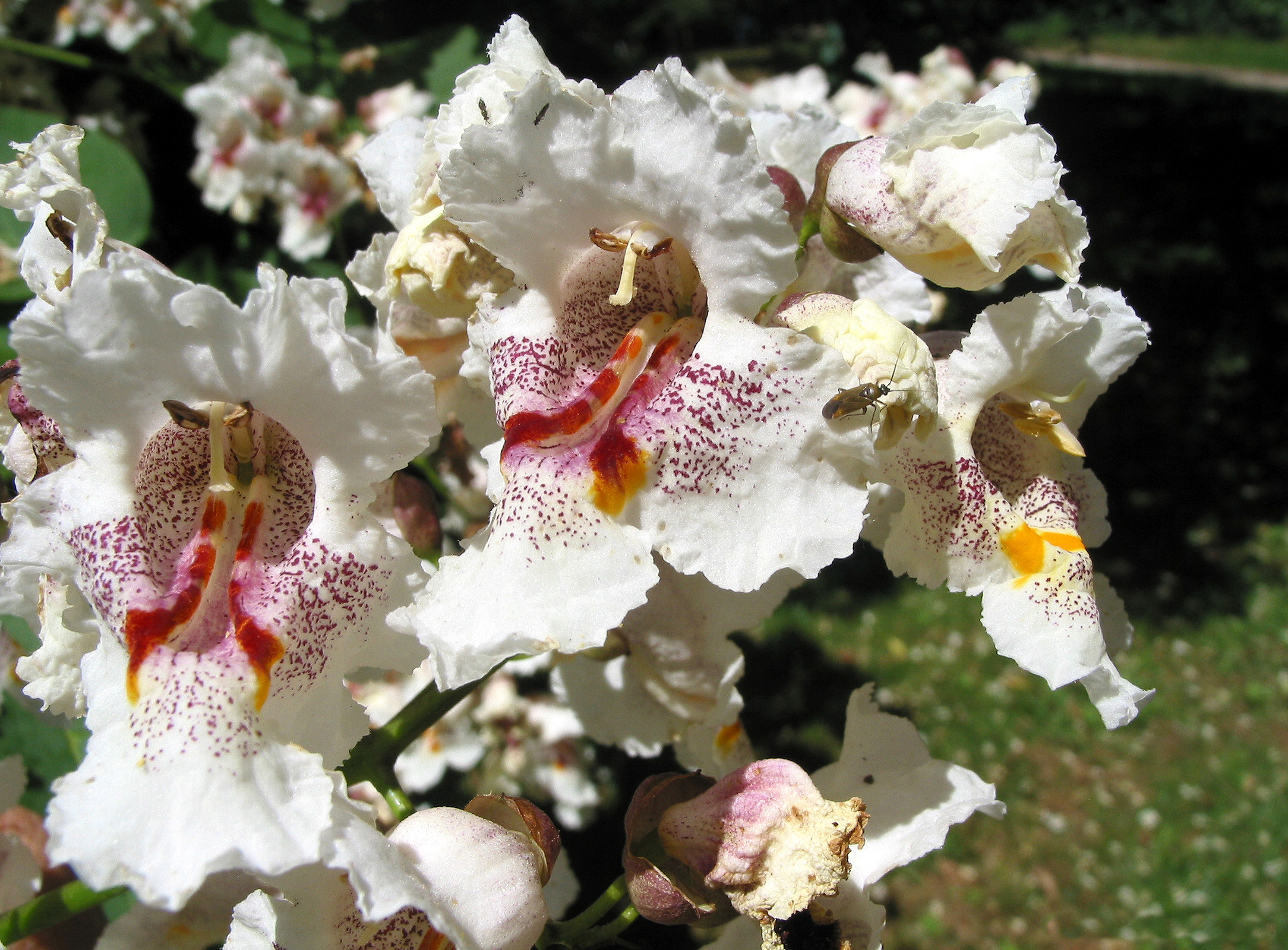
Fleurs de Catalpa speciosa
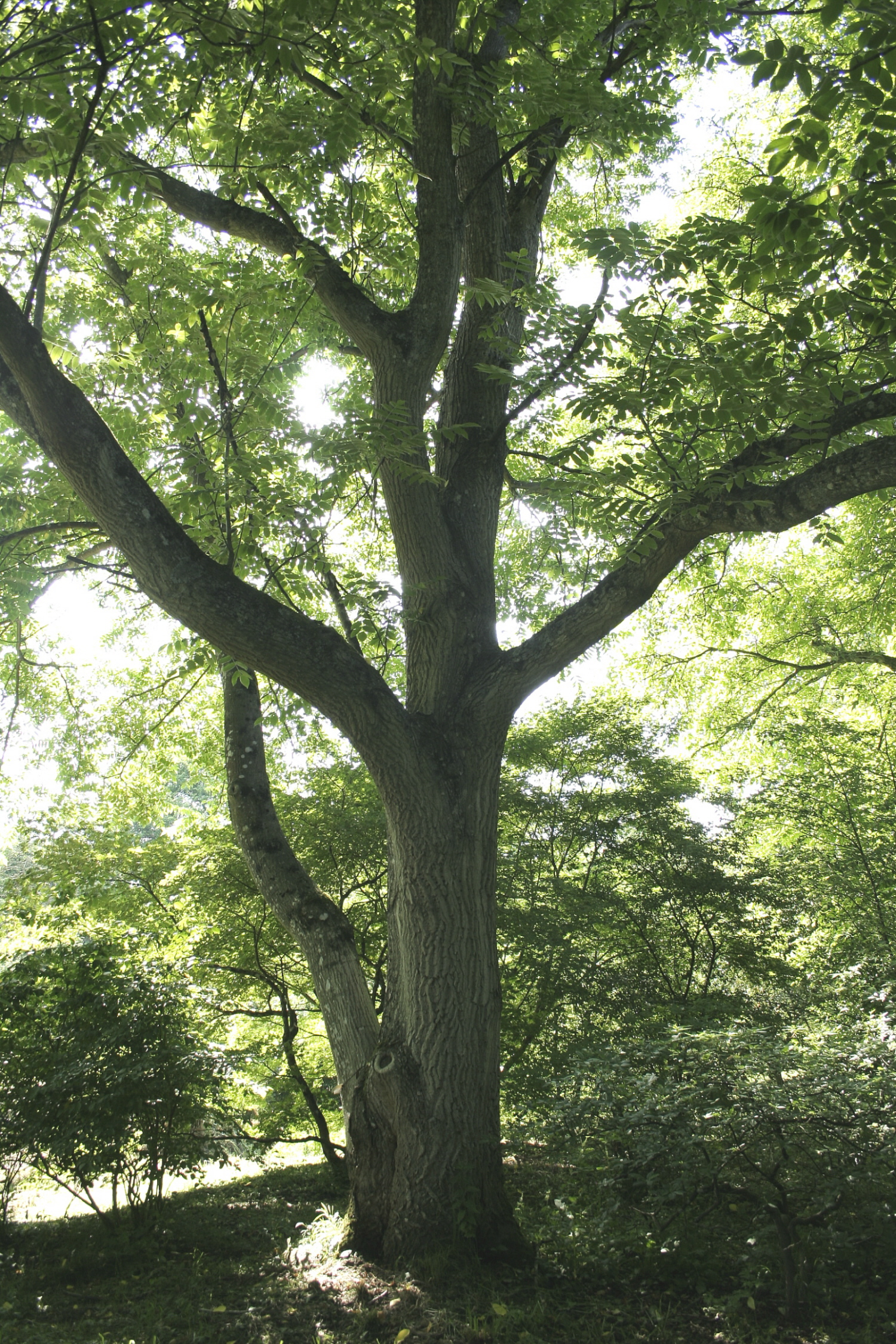
Juglans mandshurica
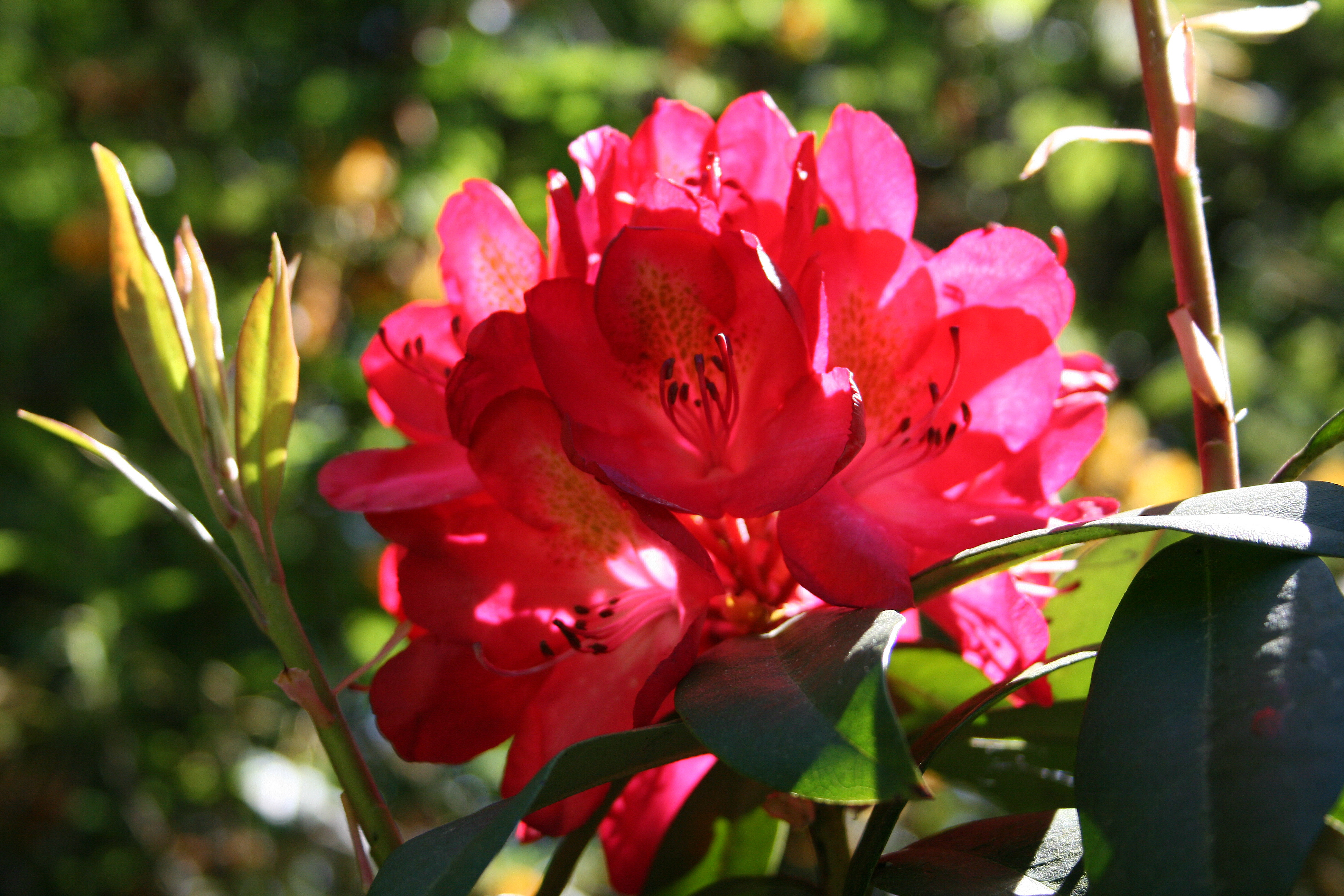
Rhododendron Nova Zembla
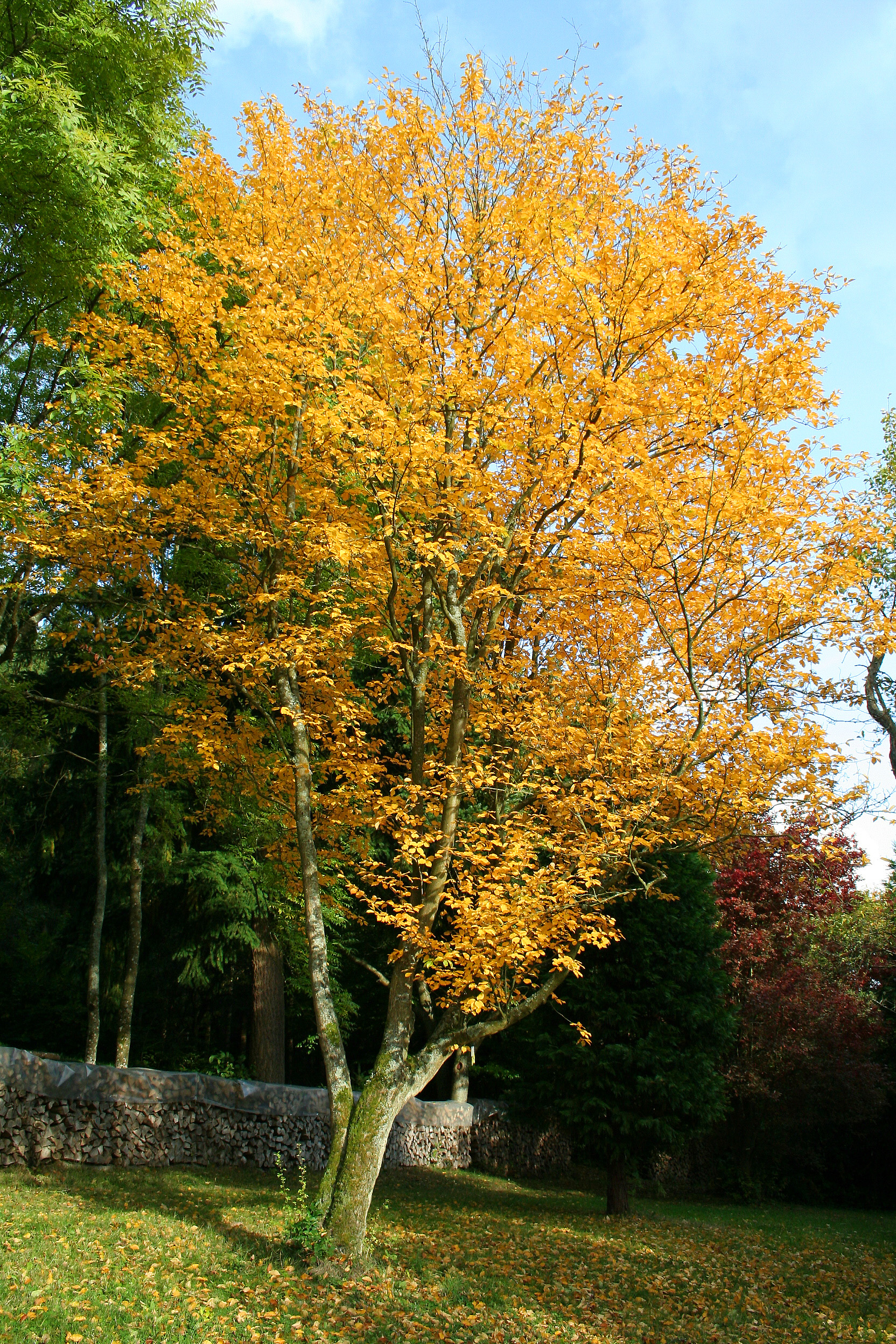
Sorbus alnifolia « Submollis »